# Kateryna Serdiouk
Kateryna Valeriïvna Serdiouk (ukrainien : Катерина Валеріївна Сердюк), née le 22 janvier 1983 à Kharkiv (RSS d'Ukraine), est une archère ukrainienne.

## Biographie
Kateryna Serdiouk participe aux Jeux olympiques d'été de 2000 se tenant à Sydney. Elle fait partie de l'équipe ukrainienne sacrée vice-championne olympique ; elle termine 16e de l'épreuve individuelle.